# Норайр Барсегян
Норайр Барсегян (вірм. Նորայր Բարսեղյան; 6 листопада 1966, місто Гюмрі, Вірменія) — вірменський музикант, композитор, знавець і популяризатор вірменської національної музики, майстер гри на дудуці і кларнеті. На даний момент живе і працює в Москві. Виступає з концертами в різних країнах світу.

## Життєпис
Норайр Барсегян народився 6 листопада 1966 року в вірменському місті Гюмрі, в сім'ї музиканта Володі і бухгалтера Аракс Барсегян. Батько Норайра грав на кларнеті і дудуці, як і його син, однак, спочатку противився тому, щоб Норайр обрав ту ж стежку, що і він сам. За словами музиканта в їхньому будинку завжди були дудук і кларнет, але батько вирішив приховати інструменти, щоб син не займався музикою.
Після того як двоюрідний брат дістав для Барсегяна старенький кларнет, Норайр отримав можливість навчитися грати і, через кілька днів, коли його батько застав за грою на цьому інструменті, то вже зрозумів, що син непогано грає і у нього є талант. У 1985 році Норайр закінчив школу № 26 імені А. Ісаакяна в Гюмрі. Потім пішов служити в армію. Після повернення з армії в 1988 році вирішив продовжити вдосконалювати свої навички в грі на духових інструментах. Незважаючи на те, що Норайр не володів нотною грамотою, його здатності зауважив головний диригент Вірменського Державного ансамблю народних інструментів — Дживан Хачатрян і запросив до себе в оркестр. Саме Дживан став першим учителем музики Норайра і навчив юнака читати ноти з листа. Через деякий час молодий талант приступив до роботи в Державному оркестрі народних інструментів міста Гюмрі. У цьому оркестрі Норайр пропрацював 12 років. У 1991 році Норайр одружився з Гоар Барсегян (Папікян). У музиканта є дві дочки: старша — Аракс, і молодша — Ані. В 1999 році разом з сім'єю переїздить до Росії. Живучи і працюючи в Москві, Барсегян домагається міжнародної популярності.

## Творчий шлях
Норайр співпрацював з такими зірками шоу-бізнесу як Авраам Руссо, Глюк'oZa, Сосо Павліашвілі,  Володимир Пресняков, Ірина Аллегрова, і ін. Неодноразово виконував соло з Симфонічним оркестром Міністерства оборони РФ.
У 2000 році ведучий передачі «Археологія звуку» (телеканал НТВ Інтернешенл) — Георгій Ананов помітив Норайра і підготував спеціальний випуск про вірменський дудук і шви, і запросив музиканта стати головним героєм 13-го випуску передачі.
В цьому ж році Ірина Аллегрова записує пісню «Мама» для альбому «Все спочатку», де музикант грає на дудук. Уже в 2001 році Норайр бере участь у записі пісні Авраама Руссо «Мене не жени».
У 2003 році Норайр вперше познайомився з Сосо Павліашвілі . Саме тоді, грузинський співак запропонував Норайру зіграти в його новій пісні — «Чекає тебе грузин». В цьому ж році нова пісня Сосо підриває російські хітпаради, і вже після цього естрадний співак неодноразово бере з собою на різні інтерв'ю і передачі Норайра. Саме з цього моменту жоден головний концерт Сосо не проходить без Барсегяна. Вже через 7 років Сосо записує нову пісню «Тост», де знову запрошує Кото зіграти на кларнеті.
У 2004 році брав участь у записі саундтрека до кінофільму « Нічний дозор». В цьому ж році виступив на одній сцені з групою Прем'єр-міністр і Асорті з піснею «Вище неба» під час сольного концерту «№ 1» групи Прем'єр-міністр в ГЦКЗ «Росія».
У 2007 році Норайр починає працювати над своїм першим сольним альбомом, в якому музикант зібрав твори вірменських композиторів і особливу увагу приділив до вірменської народної музики. Барсегян завжди прагнув популяризувати вірменську народну музику, саме тому вибрав для цього найбільш оригінальну подачу. У деяких творах він грає сольні партії відразу на 3 інструментах: дудук, шви і зурні. Велика частина композицій — танцювальна (суміш клубної і національної). Альбом «The Rebirth of Duduk» був випущений в 2008 році. До нього увійшли 12 композицій:
- 01. Alagyoz Achkert (Komitas) (3:28)
- 02. Tsirani Tsar (Komitas) (4:37)
- 03. Hayots Ahkgikner (Fridonyan) (3:46)
- 04. Viravor Lorik (Komitas) (3:38)
- 05. Krunk (Komitas) (4:39)
- 06. Dun En Glkhen (Sayat-Nova) (5:05)
- 07. Habrban (Komitas) (3:54)
- 08. Tah-Gorani (Folk Music) (6:13)
- 09. Bing'ol (Folk Music) (3:08)
- 10. Garuna (Komitas) (5:48)
- 11. Gisher-Tserek (Sherami) (4:27)
- 12. Jan Jans (Norik) (3:10).

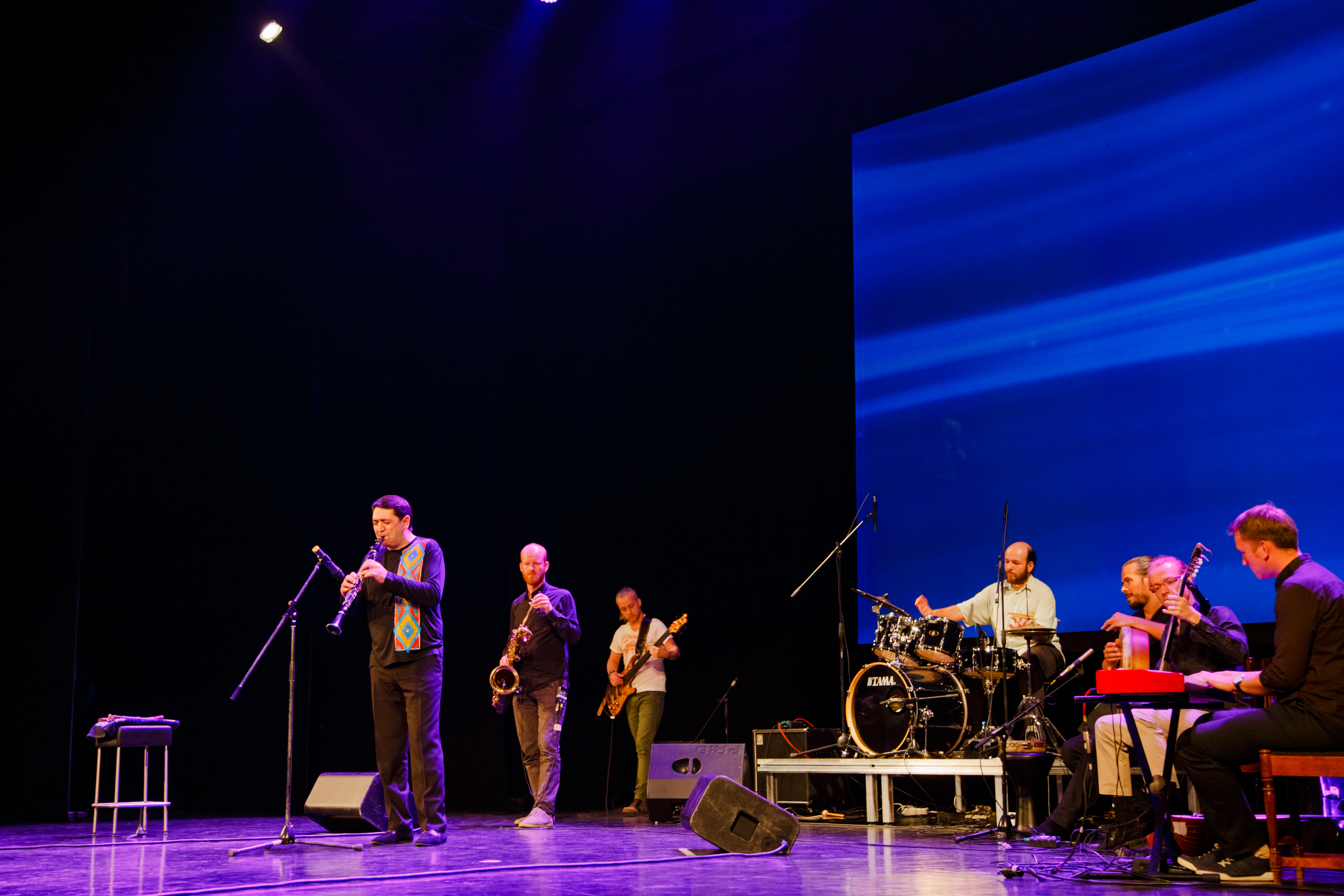
Норайр Барсегян і етно-колектив Seven Eight Band на II Московському міжнародному фестивалі дудука

Співпраця з музичним колективом  7/8 Band у Норайра почалося зі знайомства з Варданом Карімяном — продюсером проекту. У Карімяна давно була мрія створити подібний музичний колектив. Коли Вардану вдалося зібрати музикантів, він запросив Норайра взяти участь на концерті як спеціальним гостем. І в червні 2014 року відбувся їх перший концерт.Після цього Норайр став невід'ємною частиною колективу. Музиканти імпровізують на сцені, і в такій творчій середовищі у всіх народжується авторська музика, Барсегян не виняток. Він встиг виконати багато авторських творів на сцені з 7/8 Band. Участь в цьому музичному колективі надихнула Норайра на створення авторської музики — «Abstract».Також музикант виконував на сцені з  7/8 Band різні композиції вірменської народної музики, яка звучала завжди абсолютно по-новому і незвично. Так, Норайр виконував зі сцени «Bingyol», «Nubar» та ін. У 2015 році музиканти стали учасниками щорічного міжнародного джазового фестивалю  Садиба Jazz-2015. Саме на цьому фестивалі Норайр і  7/8 Band виступили з міжнародною джаз-групою з Швейцарії — Authentic light orchestra.
20 жовтня 2016 року відбувся перший концерт Seven Eight Band в Єревані в  Академічному театрі опери та балету.
Відомий вірменський радіоведучий і джазовий журналіст Армен Манукян в своїй авторській статті «Нова ера фолк-музики» залишив захоплені відгуки після концерту Норайр Барсегяна в Єревані. На думку Манукяна образ Норайр поєднує в собі глибоке душевне стан, оригінальне мислення, фантастичну техніку і яскраве вираження творчої думки .

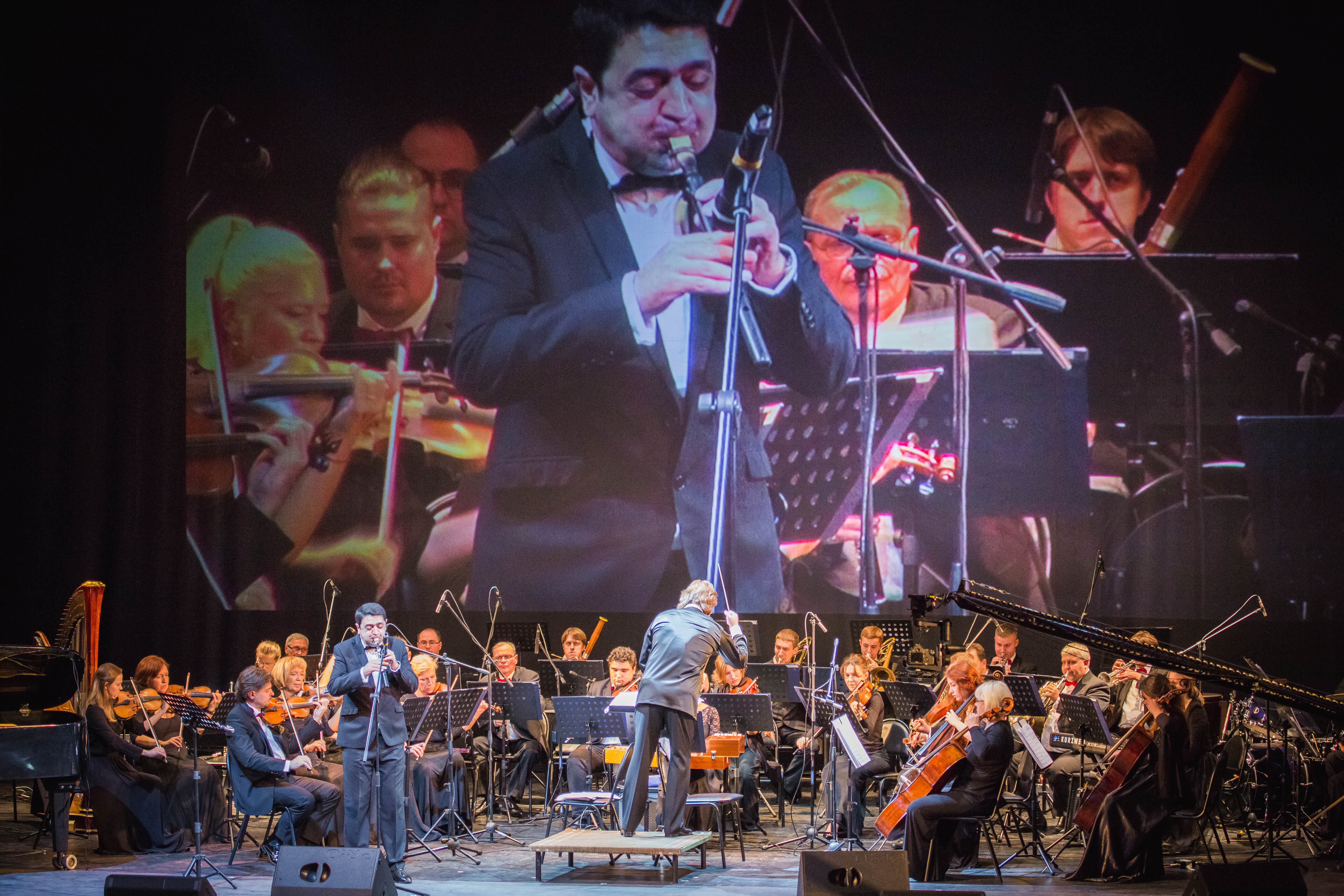
Норайр Барсегян і Державний академічний російський концертний оркестр «Боян» на III Московському міжнародному фестивалі дудука

Неодноразово брав участь в міжнародних фестивалях народної музики а також в благодійних концертах.
У 2015 році вперше взяв участь в організованому благодійним фондом «Бельканто» концерті «Дудук, орган і саксофон» в Кафедральному соборі святих Петра і Павла ..
25 вересня 2016 року виступило на III Московському міжнародному фестивалі дудука, організованому проектом Dudukist. Під час свого виступу виконав авторську композицію «Ностальгія» в супроводі Державного академічного російського концертного оркестру «Боян».
26 лютого 2017 року разом з Seven Eight Band взяв участь в концерті пам'яті російського посла в Туреччині Андрія Карлова, убитого 19 грудня 2016 року. Концерт пройшов в Державному Кремлівському палаці в рамках проекту «Музика проти терору».

## Відеокліпи
- Norayr Barsegyan Tsitsernak [Архівовано 31 грудня 2019 у Wayback Machine.]
- Norayr Barseghyan, Edward Sargsyan — Autumn Flavor 2016
- Норайр Барсегян и оркестр «Боян» — Kakavik  [Архівовано 19 березня 2020 у Wayback Machine.]
- Seven Eight Band — Bingyol feat.Norayr Barseghyan, Misirli Ahmet and Vladiswar Nadishana [Архівовано 10 грудня 2017 у Wayback Machine.]
- Norayr Barseghyan-Berd [Архівовано 21 лютого 2020 у Wayback Machine.]
- Норайр Барсегян & Мурад Малхасян «Дле яман»
- Норайр Барсегян «Узундара» [Архівовано 24 грудня 2019 у Wayback Machine.]